# Högbacken, Örån
Högbacken, Örån este o arie protejată (arie specială de conservare — SAC, sit de importanță comunitară — SCI) din Suedia întinsă pe o suprafață de 3,6 ha, integral pe uscat.

## Localizare
Centrul sitului Högbacken, Örån este situat la coordonatele 63°24′38″N 15°03′49″E / 63.4106°N 15.0637°E.

## Înființare
Situl Högbacken, Örån a fost declarat sit de importanță comunitară în iulie 2009 pentru a proteja 1 specie de animale. Situl a fost protejat și ca arie specială de conservare în decembrie 2017.

## Biodiversitate
Situată în ecoregiunea boreală, aria protejată conține 2 habitate naturale: Mlaștini alcaline, Pajiști aluvionare boreale nordice.
La baza desemnării sitului se află o specie protejată de  nevertebrate: Lycaena helle.